# Frank O’Connor
Frank O’Connor właśc. Michael Francis O’Connor O’Donovan (ur. 17 września 1903, zm. 10 marca 1966) – irlandzki poeta, dramaturg i prozaik.
W latach 1921–1922 brał udział w ruchu wolnościowym, za co był więziony. Od 1935 był dyrektorem Abbey Theatre – narodowego teatru irlandzkiego w Dublinie. Pisał utwory sceniczne, wiersze oraz nowele i powieści o tematyce irlandzkiej.